# 島耕作
《島耕作》是日本漫畫家弘兼憲史所創作的漫畫系列作品，系列作主角為島耕作。
島耕作系列漫畫累計發行量達到約4000萬冊，香港由文化傳信發行，台灣中文譯本由尖端出版發行，銷量達110萬冊。

## 系列簡介
本作的故事背景從1980年代前半的日本經濟低成長期開始，通過同年代後半的泡沫經濟時期直到1990年代初期失落的20年前夕，現實並生動的描寫了大企業的競爭、大企業內部的派別鬥爭、工作在經濟活動末端的上班族，特別是團塊世代的各種形象。
本作的主人翁島耕作是屬於團塊世代的，是一個在大型電子產品製造商「初芝電器産業」工作的上班族。  ( Hatsushiba初芝=Matsushita松下 )

## 登場人物

### 主要登場人物
島耕作
故事主角。山口縣岩國市出身。早稲田大學畢業，1970年（昭和45年）進入初芝。故事始於島耕作升任「初芝電産株式会社」之「販賣助成部」「宣傳課」課長，一路晉升，為初芝與五洋合併後的初芝五洋控股公司首任社長。若依其在漫畫裡的升職過程，依序為：青年→主任→系長→課長→部長→取締役（始任經營職）→常務→專務→社長→會長→顧問。
大學畢業後，進入「初芝電產公司」上班。34歲時，接任初芝販賣助成部課長。之後外派美國一年，與一名美國女性發生關係，並產有一私生女。期間在本社營業本部的販賣助成部和其他部門甚至菲律賓分公司來回奔走。45歲時因綜合宣傳課昇格為部而成為首任部長。後分別在初芝電產貿易公司，陽光唱片株式會社，和福岡初芝販賣中心擔任代表取締役職務。55歲昇為取締役（董事），後又派放到「上海初芝電產有限公司」擔任董事長一職。2005年年初，獲得「初芝電產公司」董事會通過升任為常務取締役（常務董事），負責大中華區的業務。2006年獲得「初芝電產公司」董事會通過升任為專務取締役（專務董事）。2008年，獲得「初芝五洋控股公司」董事會通過升任為社長（總裁），2010年將「初芝五洋控股公司」更名為「TECOT」，2013年因公司營收連年紅字辭掉社長職務接任會長（董事長）。
第一任妻子為島伶子，已離婚。育有一女島奈美，後於社長篇與大町久美子結婚。
國分圭太郎
上海ＴＥＣＯＴ董事長，接任島耕作的社長一職，成為初芝五洋控股公司的第2任社長。
苫米地功
初芝電産的第3任社長。企圖板倒大泉裕介，因解雇島耕作而遭受反擊，結果計畫失敗遭解除社長職位而離職。
馬島典子
銀座儂儂的媽媽桑，大泉的情婦，時常協助主角，兩人也有發生關係（課長篇第六個上床的對象），目前人在中國。
大町久美子
初芝公司的職員，實際上是吉原初太郎與情婦大町愛子所生的私生女。故事開始是島耕作的部屬，目前是島耕作的妻子（第二任）。
大町愛子
久美子的母親，年輕時赤坂出名的藝伎，吉原以及木野生前的情婦，初芝的第二大私人股東，持股量僅次於大泉夫婦，另外在專務島耕作時期亦持有相當多的五洋電機股份。是比久美子還要大膽的人物，曾誘惑過島耕作。晚年主要在印尼峇里活動，島常常因需要動用她初芝股份的影響力，要求她短暫返回日本。
岡林榮一
初芝電産第7任社長，1963年（昭和38年）進入初芝，其在初芝電產的派系為岡林派領導人。
部長篇中擔任副社長，曾企圖將時任社長的中澤拉下馬登上社長職位，但在中澤主動提辭情況下失敗告終；在中澤去世不久，萬龜社長為業績退步負責辭社長職務後順勢擔任初芝社長，上任後並派自己人馬接任島耕作在陽光唱片專務的位子，接著將其流放到福岡去。
之後在辭退社長職務之前，岡林推自己的人馬－奈良橋功副社長為社長人選，動用派系取締役打算讓奈良橋勝任，最後還是敗給了勝木。
在岡林辭社長職務時，包含時任副社長奈良橋功等八位岡林派取締役，皆跟隨岡林辭去了取締役職務。
郡山利郎
初芝電産第9任社長。與主角交好，但同時亦視主角為勁敵，以做為激勵自己的力量。卸下初芝電產社長一職後，改任顧問職。
島（岩田）子
島耕作大學學妹，畢業後與島耕作交往，兩人婚後誕下女兒奈美，在島耕作赴紐約公幹時離婚，取得奈美撫養權，離婚後與「電報堂」的奧本結婚。顧問篇透露她其後和奧本離婚，跟隨了經營橫濱中華街餐館的第二代。七十多歲的她每天在樓面賣肉包。
島奈美
島耕作的女兒。專科畢業之後進社會謀職。嫁了給一名美國黑人，育有一子耕太郎。現居美國紐約。顧問篇時，當兒子耕太郎16歲，她與丈夫鬧離婚。
大久保春香
島耕作當上主任時唯一的上床對象，也是島耕作結婚後第一個婚外情對象。
田代有紀
島耕作當上課長時的屬下，也是課長篇第一個上床的對象，後因為結婚而離開初芝。
櫻井惠子
島耕作當上課長時面試的對象，課長篇第二個上床的對象，後在初芝人事部上班。
坪內朝子
島耕作當上課長時別人的妻子，課長篇第三個上床的對象。
島海赫子
島耕作當上課長時營業本部經理部職員，課長篇第四個上床的對象，因為某些原因跟島耕作而離開初芝。
艾琳
島耕作當上課長時外派紐約遇上的美國女人，交往了一年，課長篇第五個上床的對象，跟島耕作生下一私生女。
潘蜜拉
島耕作當上課長時第一次去拉斯維加斯碰到的賭場莊家，後來在洛杉磯再度碰頭，課長篇第七個上床的對象。會長篇時因為女兒不肯與她相認，打擊下患了記憶力衰退症。
鈴鴨桂子
島耕作當上課長時京都赴任，經營小酒館，課長篇第八個上床的對象。
鈴鴨萬梨子
島耕作當上課長時之部下，鈴鴨桂子的妹妹。社長篇曾出場，接手姐姐的小酒館。丈夫為初芝前僱員，不景氣遭裁員後無業。
羅伯‧艾倫
島耕作當上課長時艾琳的另外情人，在島耕作離開紐約後與艾琳結婚。其後因交通意外過世。
木暮久作
私家偵探，島耕作好友，時常幫島耕作蒐集情報。
水口治雄
島耕作當上課長時第一次外派紐約時的人物。
克萊拉.雪兒
島耕作當上課長水口治雄的情人。
五十嵐伸介
島耕作當上課長時宇宙企劃部部長。
福田敬三
宇佐美派成員，宇佐美死後成立福田派，為了今野曾與中澤交惡。在取締役會議上得知中澤當上社長嚇得口吐白沫，後仍保留營業本部長常務職位。
中澤顧問喪禮曾露面過，之後就不曾出現。
水野忠司
島耕作當上課長時專務務取締役，水野派領導人。
庭正彥
島耕作當上課長時促進部部長，水野派成員。系長篇有更深入的描寫，有一前太妹太太。
檢見川次長
島耕作當上課長時福田敬三外派時，接任其職位。在電車上與互不相識的島交惡。
津本陽子
島耕作當上課長時，在吉元會長剛死亡時與福田敬三委託的島耕作進行內線交易。
瑪麗
島耕作當上課長時去拉斯維加斯時，新澤西零售業會長老婆，胖女人。
池上徹
課長篇島耕作的手下，法律系畢業，有美術天份。離開初芝後投身設計行業。顧問篇時，應島耕作的邀請為初芝製作大型繪畫，期間坐在作品前猝逝，享年56歲。
松本瑞鶴
課長篇，國寶級大師，鈴鴨桂子為幫助島耕作與其上床
松本
課長篇，營業本部眾合宣傳課創始員工之一
羅拉
課長篇，島耕作在菲律賓時的秘書，與島作拍拉圖式戀愛。社長篇時重遇，嫁了印尼政治家。會長篇時再在威尼斯相遇，當時已成為印尼副總統的太太。
高市千鶴
島耕作當上部長時的秘書，別號「白豬」，黑幫高市組龍頭老大的女兒，在福岡與「狐狸精」片桐久子經營酒吧「Tonko」，其後嫁予福岡電器商人三郎丸。
片桐久子
酒吧「Chaco」老闆娘，別號「狐狸精」，後與高市千鶴在福岡經營酒吧「Tonko」，島耕作其中一位紅顏知己。
寺田陽三
島耕作當上董事時，鹿兒島HSC社長。
土田光夫
島耕作當上董事時，東立電器會長。
西澤修平
島耕作當上董事時，早慶大學教授。
繪山遠
島耕作當上董事時，山手大學教授。
高井合子
島耕作當上董事時，「生命的可貴」電話輔導中心代表。
高橋知夫
島耕作當上董事時，太陽自動車代表。
大和田雄二
島耕作當上董事時，帝都好醫大教授。
孫銳
中國「出發集團」CEO，年輕時在日本留學，慶應大學畢業，島耕作在中國的合作伙伴兼對手，拜倒在馬島典子石榴裙下。與日本女友有一兒子，曾在中國大陸被綁架，後在曾烈生出手下救回；另外在日本有一私生女。
楊春華
島耕作在上海初芝電產的私人秘書，復旦大學畢業，太極拳高手。
勝浦大喜
五洋電機的社長，在初芝與五洋合併後仍擔任五洋電機的社長。公司更名為TECOT後,島耕作將其從常務昇為專務,進入社長五人組成員。島耕作辭下社長職位時保留勝浦專務職位作為專務龍頭。
謝萠緣
常務篇島的秘書，同孫銳一樣是慶應大學畢業，之後嫁給萬龜健太郎，放棄中國國籍入籍日本改名為萬龜 萌。萬龜去世後和三代結婚。
三澤淳子
特別篇《少年島耕作》出現，與島耕作是筆友，與父親吵架後離家出走與島耕作見面，夢想是成為藝人。
坂東禮子
在專務篇中登場，大學教授，被時任社長郡山利郎拉攏加入初芝取締役行列，同時也是情人，其後被揭發從事間諜活動而辭職。此事也促使郡山辭去社長職位。

### 已過世登場人物
大泉裕介
初芝電産第4代社長。吉原初太郎的女婿。在美國初芝公司任分公司總經理時與島耕作初遇。妻子個人持有初芝2500萬股份。退休後與馬島典子同居，在取締役島耕作篇時死亡。
大泉笙子
大泉裕介的妻子，個人持有初芝2500萬股份，在「取締役島耕作篇」第一集時過世。因過世時間早於其夫大泉裕介，因此遺產歸大泉裕介所有。
吉原初太郎
初芝電産的創始者及第一任社長。有「經營之神」的稱呼，建構初芝公司的基礎。死前曾與島耕作見過面。在「青年島耕作」裡，登場次數較為活躍。 (= 松下幸之助)
木野穣
初芝電産的第2任社長。中沢擔任第5任社長後，因大町久美子逃婚事件病倒，沒多久就過世了。
中沢喜一
初芝電産第5任社長。是島耕作最為尊敬的人物。「部長篇」第8集時因高血壓和多發性腦溢血過世，享年65歲。青年篇時，以初芝電產東京北營業所課長身分登場
樫村健三
大泉得力左右手，做事能力非常強，與島耕作同期進入初芝公司的職員。對島耕作有愛意的同性戀人。大泉曾有意將社長之位讓與，於「課長篇」島耕作外放菲律賓篇時與島耕作在座車內受槍擊傷重不治。會長篇其子樫村翔太登場。
高橋江里子
島耕作當上課長之前交往過的對象（十年前），臨死前見島耕作最後一面。
宇佐美欣三
島耕作當上課長時營業本部長常務取締役，吉原創辦人身亡後，在副社長之爭敗給大泉，之後健康開始走下坡，最後病逝，宇佐美派領導人。
八之橋新子
一代演歌女王，初芝旗下陽光唱片的合約藝人，在島耕作調任為陽光唱片專務時星運沉寂，島上場後被重新力捧作為陽光唱片的救亡計劃，憑單曲《東京鐵塔探戈》再度走紅，後來罹患癌症，在1999年除夕倒數時病發，三日後病故，與島耕作曾有一夜情。作者以此來紀念已故知名歌姬美空雲雀。
南希．艾倫
島耕作與艾琳的私生女，15歲時跟島耕作到日本發展歌唱事業，藝名Nyaaco(ニャッコ)，其後與島奈美回紐約發展，因星運低沉酗酒吸毒，在與島耕作談過後決心重新做人，但卻因為私人飛機失控撞擊其公寓意外中離世，臨死前才與島耕作父女相認。
八木尊
初芝電產販賣促成部綜合宣傳課代理課長，原職初芝美國分社，精通英語、法語、西班牙語、義大利語，在海外事業所任職十年。部長篇島耕作調職之後接任綜合宣傳部長，之後與島及兩名社員同昇取締役，常務篇曾向勝木社長請願希望負責中國業務，之後接任島昇職常務後空缺的上海初芝社長職位，並向島表明已視其為競爭對象，總有一天會超越他擔任初芝電產社長職務。專務篇島昇為社長，將其調回國內任職營業本部長。社長篇為了幫助銀座小姐櫻井忍湊到開店資金透露一起併購案，供其作內線交易。之後被冷漠的八木不惜從日本跟蹤櫻井到俄羅斯的莫斯科，向櫻井尋歡不成憤而掐住其頸部導致對方窒息致死。八木本打算逃離現場，卻遭跟監已久的俄羅斯警方推入冰河溺斃，製造殉情現場。
勝木清春
初芝電産第8任社長。其在初芝電產的派系為勝木派。(主角被視為泛勝木派)
「部長篇」後半擔任社長，在「常務篇」身體惡化辭退社長職務。「專務篇」後在醫院外頭和萬龜對談間去世，臨走前還曾化為靈魂說服島接任社長職務。
今野輝常
島耕作在課長任內時的下屬。漫畫內的狗腿反派悲劇人物，與島耕作交惡，同時與下屬關係也非常不好，被中澤部長批評沒有能力。「部長篇」後段登場時，擔任福岡初芝販賣中心社長一職，再度與遭岡林社長流放的島耕作交惡，不同的是這次是身為島耕作上司。初芝赤字裁員風波中，遭6名被裁撤的福岡初芝販賣中心的董事連署撤換社長職位給島耕作，改擔任福岡服務中心副所長。雖然處處與島耕作不和，最後仍被島耕作寬大氣度的作風點醒。在取締役篇時屆齡退休。
會長篇47回再出場，成為獨居老人。與島見面後自殺，後喪生，享年75歲。
濱坂元
島耕作當上董事時，與島耕作同期接受培訓。最後跳樓自殺。
萬龜健太郎
初芝電産第6任社長。很重視人情的一個人，也因此受到大泉會長與中澤社長的認同，推薦繼任社長之職。後考量公司業績退步之下，做出辭職社長的決定，之後歷任初芝顧問、會長等職，在「社長篇」中擔任五洋與初芝合併後的初芝五洋控股公司首任會長。
之後與島耕作談及由其接任會長職位及退休意願，於2013年退休。
會長篇106話患上胃癌，124話擴散至骨骼。相談役3話逝世。

## 出版書籍

### 課長島耕作
1983年 - 1992年間、全17卷。
| 卷數 | 講談社         | 講談社                 | 尖端出版      | 尖端出版               |
| 卷數 | 發售日期       | ISBN                   | 發售日期      | ISBN                   |
| ---- | -------------- | ---------------------- | ------------- | ---------------------- |
| 1    | 1985年6月14日  | ISBN 978-4-06-102543-1 | 1996年1月31日 | ISBN 978-957-10-0253-8 |
| 2    | 1986年3月14日  | ISBN 978-4-06-102562-2 | 1996年2月1日  | ISBN 978-957-10-0265-1 |
| 3    | 1987年2月16日  | ISBN 978-4-06-102600-1 | 1996年2月15日 | ISBN 978-957-10-0266-8 |
| 4    | 1987年11月19日 | ISBN 978-4-06-102626-1 | 1996年2月15日 | ISBN 978-957-10-0267-5 |
| 5    | 1988年6月21日  | ISBN 978-4-06-102643-8 | 1996年3月31日 | ISBN 978-957-10-0268-2 |
| 6    | 1989年4月19日  | ISBN 978-4-06-102675-9 | 1996年4月15日 | ISBN 978-957-10-0269-9 |
| 7    | 1990年1月18日  | ISBN 978-4-06-102697-1 | 1996年4月30日 | ISBN 978-957-10-0270-5 |
| 8    | 1990年5月21日  | ISBN 978-4-06-102708-4 | 1996年5月30日 | ISBN 978-957-10-0271-2 |
| 9    | 1990年8月17日  | ISBN 978-4-06-102716-9 | 1996年5月30日 | ISBN 978-957-10-0272-9 |
| 10   | 1990年11月20日 | ISBN 978-4-06-102726-8 | 1996年6月15日 | ISBN 978-957-10-0273-6 |
| 11   | 1991年2月21日  | ISBN 978-4-06-102736-7 | 1996年6月30日 | ISBN 978-957-10-0274-3 |
| 12   | 1991年5月21日  | ISBN 978-4-06-102749-7 | 1996年7月31日 | ISBN 978-957-10-0275-0 |
| 13   | 1991年8月14日  | ISBN 978-4-06-102759-6 | 1996年7月31日 | ISBN 978-957-10-0276-7 |
| 14   | 1991年11月20日 | ISBN 978-4-06-102769-5 | 1996年8月31日 | ISBN 978-957-10-0277-4 |
| 15   | 1992年2月20日  | ISBN 978-4-06-102777-0 | 1996年8月31日 | ISBN 978-957-10-0278-1 |
| 16   | 1992年5月20日  | ISBN 978-4-06-102788-6 | 1996年9月30日 | ISBN 978-957-10-0279-8 |
| 17   | 1992年8月10日  | ISBN 978-4-06-102795-4 | 1996年10月1日 | ISBN 978-957-10-0280-4 |

### 部長島耕作
1992年到2002年。於週刊上發表。最初每半年或一年發表一回。1999年，因雜誌人氣下滑，而改成每週發表一回。全13卷。
| 卷數 | 講談社         | 講談社                 | 尖端出版       | 尖端出版               |
| 卷數 | 發售日期       | ISBN                   | 發售日期       | ISBN／EAN              |
| ---- | -------------- | ---------------------- | -------------- | ---------------------- |
| 1    | 1995年9月19日  | ISBN 978-4-06-328428-7 | 1997年3月31日  | ISBN 978-957-10-1153-0 |
| 2    | 1999年4月19日  | ISBN 978-4-06-328627-4 | 1999年7月31日  | ISBN 978-957-10-1977-2 |
| 3    | 1999年8月20日  | ISBN 978-4-06-328647-2 | 1999年10月31日 | ISBN 978-957-10-2062-4 |
| 4    | 1999年12月14日 | ISBN 978-4-06-328668-7 | 2000年2月28日  | ISBN 978-957-10-2169-0 |
| 5    | 2000年3月21日  | ISBN 978-4-06-328681-6 | 2000年8月1日   | EAN 471986304120-9     |
| 6    | 2000年6月20日  | ISBN 978-4-06-328696-0 | 2000年9月1日   | EAN 471986304134-6     |
| 7    | 2000年9月20日  | ISBN 978-4-06-328710-3 | 2000年11月23日 | EAN 471986304172-8     |
| 8    | 2000年12月20日 | ISBN 978-4-06-328727-1 | 2001年2月15日  | EAN 471986304263-3     |
| 9    | 2001年3月21日  | ISBN 978-4-06-328741-7 | 2001年4月24日  | EAN 471986304330-2     |
| 10   | 2001年6月20日  | ISBN 978-4-06-328756-1 | 2001年8月14日  | EAN 471986304440-8     |
| 11   | 2001年9月19日  | ISBN 978-4-06-328767-7 | 2001年11月21日 | EAN 471986304529-0     |
| 12   | 2002年1月21日  | ISBN 978-4-06-328795-0 | 2002年4月26日  | EAN 471986304689-1     |
| 13   | 2002年4月20日  | ISBN 978-4-06-328809-4 | 2002年6月24日  | EAN 471986304792-8     |

### 青年島耕作
2001年－2006年間。全4卷。
| 卷數 | 講談社        | 講談社                 | 尖端出版      | 尖端出版           |
| 卷數 | 發售日期      | ISBN                   | 發售日期      | ISBN               |
| ---- | ------------- | ---------------------- | ------------- | ------------------ |
| 1    | 2003年4月17日 | ISBN 978-4-06-352027-9 | 2004年8月12日 | EAN 471061437057-9 |
| 2    | 2004年1月22日 | ISBN 978-4-06-352055-2 | 2004年9月3日  | EAN 471061437138-4 |
| 3    | 2005年2月22日 | ISBN 978-4-06-352098-9 | 2005年4月26日 | EAN 471061437583-3 |
| 4    | 2006年2月22日 | ISBN 978-4-06-352139-9 | 2006年7月11日 | EAN 471770220379-5 |

### 董事（取締役）島耕作
2002年－2005年間，於週刊上發表。全8卷。
| 卷數 | 講談社         | 講談社                 | 尖端出版       | 尖端出版           |
| 卷數 | 發售日期       | ISBN                   | 發售日期       | EAN                |
| ---- | -------------- | ---------------------- | -------------- | ------------------ |
| 1    | 2002年7月19日  | ISBN 978-4-06-328828-5 | 2003年1月21日  | EAN 471986305177-2 |
| 2    | 2002年11月20日 | ISBN 978-4-06-328855-1 | 2003年2月11日  | EAN 471986304912-0 |
| 3    | 2003年4月19日  | ISBN 978-4-06-328881-0 | 2003年6月20日  | EAN 471061436079-2 |
| 4    | 2003年9月18日  | ISBN 978-4-06-328904-6 | 2003年10月24日 | EAN 471061436401-1 |
| 5    | 2004年2月23日  | ISBN 978-4-06-328929-9 | 2004年3月17日  | EAN 471061436699-2 |
| 6    | 2004年6月23日  | ISBN 978-4-06-328958-9 | 2004年8月3日   | EAN 471061437038-8 |
| 7    | 2004年11月22日 | ISBN 978-4-06-328997-8 | 2005年1月12日  | EAN 471061437357-0 |
| 8    | 2005年4月22日  | ISBN 978-4-06-372425-7 | 2005年5月25日  | EAN 471061437702-8 |

### 常務島耕作
2005年－2008年間。全6卷。
| 卷數 | 講談社         | 講談社                 | 尖端出版       | 尖端出版           |
| 卷數 | 發售日期       | ISBN                   | 發售日期       | EAN                |
| ---- | -------------- | ---------------------- | -------------- | ------------------ |
| 1    | 2005年7月21日  | ISBN 978-4-06-372455-4 | 2006年3月7日   | EAN 471770220151-7 |
| 2    | 2005年10月21日 | ISBN 978-4-06-372472-1 | 2006年5月5日   | EAN 471770220288-0 |
| 3    | 2006年2月23日  | ISBN 978-4-06-372501-8 | 2006年6月29日  | EAN 471770220381-8 |
| 4    | 2006年6月23日  | ISBN 978-4-06-372528-5 | 2006年11月20日 | EAN 471770220638-3 |
| 5    | 2006年10月23日 | ISBN 978-4-06-372558-2 | 2007年2月8日   | EAN 471770220887-5 |
| 6    | 2007年1月19日  | ISBN 978-4-06-372574-2 | 2007年5月3日   | EAN 471770221035-9 |

### 專務島耕作
2008年－2008年年底。全5卷。
| 卷數 | 講談社         | 講談社                 | 尖端出版       | 尖端出版           |
| 卷數 | 發售日期       | ISBN                   | 發售日期       | EAN                |
| ---- | -------------- | ---------------------- | -------------- | ------------------ |
| 1    | 2007年4月23日  | ISBN 978-4-06-372592-6 | 2008年7月31日  | EAN 471770222046-4 |
| 2    | 2007年7月23日  | ISBN 978-4-06-372617-6 | 2008年9月15日  | EAN 471770222077-8 |
| 3    | 2007年11月22日 | ISBN 978-4-06-372644-2 | 2008年10月7日  | EAN 471770222104-1 |
| 4    | 2008年2月22日  | ISBN 978-4-06-372676-3 | 2008年10月30日 | EAN 471770222153-9 |
| 5    | 2008年6月23日  | ISBN 978-4-06-372708-1 | 2008年12月4日  | EAN 471770222262-8 |

### 社長島耕作
2008年5月29日 - 2013年7月18日。全16卷。
| 卷數 | 講談社         | 講談社                 | 文化傳信       | 文化傳信               | 尖端出版       | 尖端出版           |
| 卷數 | 發售日期       | ISBN                   | 發售日期       | ISBN                   | 發售日期       | EAN                |
| ---- | -------------- | ---------------------- | -------------- | ---------------------- | -------------- | ------------------ |
| 1    | 2008年10月23日 | ISBN 978-4-06-372748-7 | 2009年1月1日   | ISBN 978-988-8008-84-1 | 2009年4月30日  | EAN 471770222504-9 |
| 2    | 2009年2月23日  | ISBN 978-4-06-372776-0 | 2009年4月1日   | ISBN 978-988-8024-54-4 | 2009年7月1日   | EAN 471770222669-5 |
| 3    | 2009年6月23日  | ISBN 978-4-06-372806-4 | 2009年8月18日  | ISBN 978-988-8320-3-56 | 2010年2月12日  | EAN 471770222925-2 |
| 4    | 2009年10月23日 | ISBN 978-4-06-372843-9 | 2010年2月4日   | ISBN 978-988-8320-36-3 | 2010年6月2日   | EAN 471770223222-1 |
| 5    | 2010年2月23日  | ISBN 978-4-06-372877-4 | 2010年5月24日  | ISBN 978-988-8320-37-0 | 2010年7月3日   | EAN 471770223398-3 |
| 6    | 2010年6月23日  | ISBN 978-4-06-372911-5 | 2010年10月1日  | ISBN 978-988-8320-93-6 | 2010年12月4日  | EAN 471770223630-4 |
| 7    | 2010年10月22日 | ISBN 978-4-06-372952-8 | 2011年1月1日   | ISBN 978-988-8319-46-6 | 2011年3月17日  | EAN 471770223850-6 |
| 8    | 2011年2月23日  | ISBN 978-4-06-372976-4 | 2011年6月1日   | ISBN 978-988-8112-34-0 | 2011年7月1日   | EAN 471770224155-1 |
| 9    | 2011年6月23日  | ISBN 978-4-06-387007-7 | 2011年8月      | ISBN 978-988-8112-80-7 | 2011年10月15日 | EAN 471770224386-9 |
| 10   | 2011年10月21日 | ISBN 978-4-06-387048-0 | 2012年2月15日  | ISBN 978-988-8113-89-7 | 2012年5月15日  | EAN 471770224769-0 |
| 11   | 2012年1月23日  | ISBN 978-4-06-387077-0 | 2012年4月1日   | ISBN 978-988-8511-08-2 | 2012年10月16日 | EAN 471770225076-8 |
| 12   | 2012年5月23日  | ISBN 978-4-06-387108-1 | 2012年10月     | ISBN 978-988-8114-98-6 | 2013年7月3日   | EAN 471770225546-6 |
| 13   | 2012年9月21日  | ISBN 978-4-06-387140-1 | 2012年12月28日 | ISBN 978-988-8194-57-5 | 2013年10月9日  | EAN 471770225679-1 |
| 14   | 2013年1月23日  | ISBN 978-4-06-387181-4 | 2013年3月22日  | ISBN 978-988-8195-02-2 | 2014年3月5日   | EAN 471770225974-7 |
| 15   | 2013年4月23日  | ISBN 978-4-06-387209-5 | 2013年7月      | ISBN 978-988-8195-24-4 | 2014年6月30日  | EAN 471770226100-9 |
| 16   | 2013年8月23日  | ISBN 978-4-06-387239-2 | 2014年7月      | ISBN 978-988-8196-92-0 | 2014年10月3日  | EAN 471770226258-7 |

### 青年島耕作 主任篇
尖端代理改稱「主任島耕作」。全4卷。
| 卷數 | 講談社        | 講談社                 | 文化傳信      | 文化傳信               | 尖端出版       | 尖端出版           |
| 卷數 | 發售日期      | ISBN                   | 發售日期      | ISBN                   | 發售日期       | EAN                |
| ---- | ------------- | ---------------------- | ------------- | ---------------------- | -------------- | ------------------ |
| 1    | 2007年4月23日 | ISBN 978-4-06-352182-5 | 2008年1月9日  | ISBN 978-962-8987-77-1 | 2007年12月3日  | EAN 471770221582-8 |
| 2    | 2008年5月23日 | ISBN 978-4-06-352226-6 | 2008年9月18日 | ISBN 978-988-8007-56-1 | 2008年10月30日 | EAN 471770222155-3 |
| 3    | 2009年4月23日 | ISBN 978-4-06-352262-4 | 2009年7月15日 | ISBN 978-988-8024-85-8 | 2009年10月7日  | EAN 471770222812-5 |
| 4    | 2010年4月23日 | ISBN 978-4-06-352308-9 | 2010年8月2日  | ISBN 978-988-8050-89-5 | 2010年10月5日  | EAN 471770223484-3 |

### 係長島耕作
全4卷。
| 卷數 | 講談社        | 講談社                 | 文化傳信       | 文化傳信               | 尖端出版       | 尖端出版           |
| 卷數 | 發售日期      | ISBN                   | 發售日期       | ISBN                   | 發售日期       | EAN                |
| ---- | ------------- | ---------------------- | -------------- | ---------------------- | -------------- | ------------------ |
| 1    | 2011年3月23日 | ISBN 978-4-06-352359-1 | 2012年1月6日   | ISBN 978-988-8113-80-4 | 2011年10月15日 | EAN 471770224382-1 |
| 2    | 2012年4月23日 | ISBN 978-4-06-352412-3 | 2012年7月23日  | ISBN 978-988-8114-72-6 | 2012年10月16日 | EAN 471770225077-5 |
| 3    | 2013年4月23日 | ISBN 978-4-06-352459-8 | 2013年10月31日 | ISBN 978-988-8195-92-3 | 2014年11月10日 | EAN 471770226320-1 |
| 4    | 2014年1月23日 | ISBN 978-4-06-352496-3 | 2014年7月11日  | ISBN 978-988-8196-91-3 | 2015年1月16日  | EAN 471770226408-6 |

### 會長島耕作
故事中的台灣立法委員角色「趙哲仲」是以趙天麟為原型所描繪，該角色是《島耕作》系列首位登場的台灣政治人物。
| 卷數 | 講談社         | 講談社                                        | 文化傳信      | 文化傳信               | 尖端出版       | 尖端出版               |
| 卷數 | 發售日期       | ISBN                                          | 發售日期      | ISBN                   | 發售日期       | EAN / ISBN             |
| ---- | -------------- | --------------------------------------------- | ------------- | ---------------------- | -------------- | ---------------------- |
| 1    | 2014年1月23日  | ISBN 978-4-06-387291-0 ISBN 978-4-06-358476-9 | 2016年2月19日 | ISBN 978-988-8320-33-2 | 2014年11月10日 | EAN 471-7702-26262-4   |
| 2    | 2014年6月23日  | ISBN 978-4-06-388348-0                        | 2016年2月19日 | ISBN 978-988-8320-34-9 | 2015年5月18日  | EAN 471-7702-26606-6   |
| 3    | 2014年10月23日 | ISBN 978-4-06-388384-8                        | 2016年3月26日 | ISBN 978-988-8320-35-6 | 2015年8月15日  | EAN 471-7702-26722-3   |
| 4    | 2015年3月23日  | ISBN 978-4-06-388430-2                        | 2016年5月7日  | ISBN 978-988-8320-36-3 | 2015年11月17日 | EAN 471-1228-58005-7   |
| 5    | 2015年9月23日  | ISBN 978-4-06-388501-9                        | 2016年5月31日 | ISBN 978-988-8320-37-0 | 2016年7月12日  | ISBN 978-957-10-6677-6 |
| 6    | 2016年5月23日  | ISBN 978-4-06-388597-2                        | 2016年9月30日 | ISBN 978-988-8320-93-6 | 2017年4月12日  | ISBN 978-957-10-7294-4 |
| 7    | 2016年10月21日 | ISBN 978-4-06-388648-1                        | 2017年2月28日 | ISBN 978-988-8319-46-6 | 2017年10月11日 | ISBN 978-957-10-7677-5 |
| 8    | 2017年4月21日  | ISBN 978-4-06-388713-6                        | 2017年7月28日 | ISBN 978-988-8319-86-2 | 2018年3月9日   | ISBN 978-957-10-8013-0 |
| 9    | 2017年10月23日 | ISBN 978-4-06-510287-9                        | 2018年2月2日  | ISBN 978-988-8319-94-7 | 2018年5月15日  | ISBN 978-957-10-8104-5 |
| 10   | 2018年7月23日  | ISBN 978-4-06-511763-7                        | 2019年3月22日 | ISBN 978-988-8510-77-1 | 2019年2月12日  | ISBN 978-957-10-8441-1 |
| 11   | 2019年3月22日  | ISBN 978-4-06-514948-5                        | 2019年8月9日  | ISBN 978-988-8511-08-2 | 2019年3月22日  | ISBN 978-957-10-8474-9 |
| 12   | 2019年9月20日  | ISBN 978-4-06-517053-3                        | 2020年4月3日  | ISBN 978-988-8511-38-9 | 2021年4月13日  | ISBN 978-957-10-9400-7 |
| 13   | 2019年12月23日 | ISBN 978-4-06-518107-2                        | 2020年5月8日  | ISBN 978-988-8511-43-3 | 2022年7月15日  | ISBN 978-626-31-6912-8 |

### 學生島耕作
全6卷。
| 卷數 | 講談社         | 講談社                                        | 文化傳信       | 文化傳信               | 尖端出版       | 尖端出版               |
| 卷數 | 發售日期       | ISBN                                          | 發售日期       | ISBN                   | 發售日期       | ISBN                   |
| ---- | -------------- | --------------------------------------------- | -------------- | ---------------------- | -------------- | ---------------------- |
| 1    | 2014年11月21日 | ISBN 978-4-06-354549-4 ISBN 978-4-06-362284-3 | 2016年4月4日   | ISBN 978-988-8320-49-3 | 2016年7月12日  | ISBN 978-957-10-6678-3 |
| 2    | 2015年6月23日  | ISBN 978-4-06-354574-6                        | 2016年4月4日   | ISBN 978-988-8320-50-9 | 2016年11月10日 | ISBN 978-957-10-6977-7 |
| 3    | 2015年11月20日 | ISBN 978-4-06-354594-4                        | 2016年4月26日  | ISBN 978-988-8320-51-6 | 2017年4月12日  | ISBN 978-957-10-7292-0 |
| 4    | 2016年5月23日  | ISBN 978-4-06-354625-5                        | 2016年10月26日 | ISBN 978-988-8320-92-9 | 2018年1月11日  | ISBN 978-957-10-7941-7 |
| 5    | 2016年11月22日 | ISBN 978-4-06-354641-5                        | 2017年3月24日  | ISBN 978-988-8319-47-3 | 2018年3月9日   | ISBN 978-957-10-8012-3 |
| 6    | 2017年5月23日  | ISBN 978-4-06-354669-9                        | 2017年8月12日  | ISBN 978-988-8319-87-9 | 2019年6月14日  | ISBN 978-957-10-8556-2 |

### 學生島耕作～求職篇～
全3卷。
| 卷數 | 講談社         | 講談社                 | 文化傳信       | 文化傳信               | 尖端出版       | 尖端出版               |
| 卷數 | 發售日期       | ISBN                   | 發售日期       | ISBN                   | 發售日期       | ISBN                   |
| ---- | -------------- | ---------------------- | -------------- | ---------------------- | -------------- | ---------------------- |
| 1    | 2017年10月23日 | ISBN 978-4-06-354693-4 | 2019年3月8日   | ISBN 978-988-8510-33-7 | 2020年9月11日  | ISBN 978-957-10-9048-1 |
| 2    | 2018年3月23日  | ISBN 978-4-06-511131-4 | 2019年8月23日  | ISBN 978-988-8510-34-4 | 2020年10月16日 | ISBN 978-957-10-9108-2 |
| 3    | 2018年8月23日  | ISBN 978-4-06-512407-9 | 2019年10月18日 | ISBN 978-988-8510-35-1 | 2020年12月11日 | ISBN 978-957-10-9223-2 |

### 顧問（相談役）島耕作
| 卷數 | 講談社         | 講談社                 | 文化傳信       | 文化傳信               | 尖端出版       | 尖端出版               |
| 卷數 | 發售日期       | ISBN                   | 發售日期       | ISBN                   | 發售日期       | ISBN                   |
| ---- | -------------- | ---------------------- | -------------- | ---------------------- | -------------- | ---------------------- |
| 1    | 2020年3月23日  | ISBN 978-4-06-518912-2 | 2020年12月30日 | ISBN 978-988-8511-68-6 | 2022年10月14日 | ISBN 978-626-33-8473-6 |
| 2    | 2020年9月23日  | ISBN 978-4-06-520753-6 | 2021年2月1日   | ISBN 978-988-8511-69-3 | 2023年2月17日  | ISBN：9786263561366    |
| 3    | 2021年3月23日  | ISBN 978-4-06-522607-0 | 2022年1月1日   | ISBN 978-988-8511-98-3 | 2023年5月19日  | ISBN：9786263565210    |
| 4    | 2021年5月21日  | ISBN 978-4-06-524047-2 | 2022年5月1日   | ISBN 978-988-8721-64-1 |                |                        |
| 5    | 2021年12月23日 | ISBN 978-4-06-526250-4 | 2022年9月1日   | ISBN 978-988-8721-84-9 |                |                        |
| 6    | 2022年5月23日  | ISBN 978-4-06-528021-8 | 2024年1月      | ISBN 978-988-8722-91-4 |                |                        |

### 非執董島耕作
1 2022年3月24日

## 衍生作品

### 島耕作事件簿
《島耕作事件簿》（島耕作の事件簿）為創刊35週年的企劃，原作樹林伸、漫畫弘兼憲史。於《Morning》2017年38号（2017年8月17日）到2018年2・3号（2017年12月14日）進行短期集中連載的番外篇。全10話。單行本全1卷。
| 卷數 | 講談社        | 講談社                 | 尖端出版社    | 尖端出版社             |
| 卷數 | 發售日期      | ISBN                   | 發售日期      | ISBN                   |
| ---- | ------------- | ---------------------- | ------------- | ---------------------- |
| 全   | 2018年1月23日 | ISBN 978-4-06-510835-2 | 2020年4月10日 | ISBN 978-957-107-898-4 |

### 部長 風花凜子之戀
《部長 風花凜子之戀 ～會長 島耕作 特別篇～》（部長 風花凜子の恋 ～会長 島耕作 特別編～）為連載35週年企劃，於《Morning》2018年25号（2018年5月24日）進行短期集中連載番外篇。全6話。描述擔任會長時的島耕作與知名電機製造商Tecot的女性部長凜子之間的故事。單行本未收錄。(台灣版收錄於會長島耕作13)

### 關於我轉生變成島耕作這檔事
《關於我轉生變成島耕作這檔事》（転生したら島耕作だった件）於《Evening》2019年7号（3月12日）、9号（4月9日）刊載的番外作品。伏瀬監修、弘兼憲史與川上泰樹負責作畫，是跟小說《關於我轉生變成史萊姆這檔事》漫畫版的合作企劃。這次原作的主角三上悟並沒有轉生成為史萊姆而是島耕作，描寫另一個平行宇宙的故事。
2019年7月9日發售的單行本合併收錄本作《課長島耕作》第5話、第6話與《關於我轉生變成史萊姆這檔事》第1話的內容。全1卷。
| 卷數 | 講談社       | 講談社                 |
| 卷數 | 發售日期     | ISBN                   |
| ---- | ------------ | ---------------------- |
| 全   | 2019年7月9日 | ISBN 978-4-06-516834-9 |

### 騎士團長 島耕作
《騎士團長 島耕作》（騎士団長 島耕作）於《Comic ZERO-SUM》2019年5月号起連載中的特別篇，為衍生系列中第一部女性向作品。原案弘兼憲史、協力別府マコト、作画宮本福助。主人公為First Turf王国的騎士Shima、前世為島耕作的記憶漸漸甦醒，藉著上班族時代的記憶在異世界生活下去。
| 卷數 | 一迅社        | 一迅社                 |
| 卷數 | 發售日期      | ISBN                   |
| ---- | ------------- | ---------------------- |
| 1    | 2019年9月25日 | ISBN 978-4-75-803461-6 |

## 改編作品

### 電視劇
- 第1彈：2008年6月25日21:00-22:48（JST）
- 第2彈｢課長島耕作2-香港的誘惑-｣：2008年10月1日20:54-22:48

#### 演員
- 島耕作 - 高橋克典（日语：高橋克典）
- 大町久美子 - 松下奈緒
- 中澤喜一 - 宅麻伸
- 木暮久作 - 高知東生
- 山本遼一 - 佐藤恒治
- 春山香織 - 畑野浩子
- 馬島典子 - 高岡早紀
- 島奈美 - 飯野芹菜
- 大泉笙子 - 山口美也子
- 秋山浩太 - 小林進
- 島子 - 橫山惠
- 大町愛子 - 萬田久子
- 石渡俊彦 - 鶴田忍
- 久米健二郎 - 津村鷹志
- 松本康介 - 佐野史郎
- 大泉裕介 - 小林稔侍
- 苫米地功 - 神山繁
- 木野穣 - 大瀧秀治

第2部
- 陳由利 - 淺野裕子
- 泉剛史 - 林家三平
- 脇田直江 - 中村育二
- 八木尊 - 桑原和生
- 星康夫 - 南圭介
- 鏡晴美 - 小野晴子
- 包利 - 綿貫正市
- 野瀨健三 - 山田明鄉
- 中澤賢治 - 森田直幸
- 巴斯特・哥登 - 伊恩・摩爾（配音：菅生隆之）
- 井上元 - 清水紘治
- 青年 - 姜洪军

#### 主題歌
- 第1彈：槇原敬之「Orange Colored Sky」(J-more)
- 第2彈：COLOR「BUDDY feat. J Soul Brothers」（rhythm zone）

#### 製作
- 製作著作：日本電視台
- 製作協力：Total Media Communication
- 企劃協力：古川公平（モーニング編集部）、都丸尚史、前田克也
- 製作人：佐藤敦（日本電視台）、小泉守（Total Media Communication）、松井洋子（Total Media Communication）
- 劇本：君塚良一、北川大樹
- 導演：杉本達（第1部）、大塚恭司（第2部）
- 音樂：松本晃彥
- 視覺特效：山本雅之
- 經濟監修：川口一晃
- 技術協力：NiTRO
- 照明協力：嵯峨電影
- 編集協力：WIND UP
- 編集：映廣
- 編成：鯉淵友康、戶田一也
- 合作地點：印度尼西亞鷹航空、產寧坂、香港政府觀光局等

### 動畫×紀實 系列作品（NHK）

#### 相關資訊
- 片名：島耕作のアジア立志伝 / Shima Kosaku's Asian Entrepreneurs / 島耕作的亞洲立志傳
- 出版：日本 NHK
- 集數：（連載中）
- 導演：弘兼憲史
- 主演：唐澤壽明
- 官網：https://web.archive.org/web/20140203023343/http://www.nhk.or.jp/asianleaders/index.html

#### 簡介
- 這是一系列的NHK亞洲商人成功故事紀實記錄片。以日本很紅的成人漫畫主角島耕作為虛擬的主人公，然後引出每個成功人士的故事。
- 在新成立的經濟動畫紀錄片節目中，唐澤壽明將進行「社長 島耕作」的配音工作。節目裡，島耕作會作為解說員，講解亞洲地區的經濟局勢，之後通過影像介紹真實活動在亞洲地區的各位社長。在動畫部分，島耕作系列其他漫畫中的角色也會登場，劇本由原作者弘兼憲史親筆創作。
- 迎來連載30週年的《島耕作立志傳》，雖然曾被改變為電影、電視劇，被製作成為動畫片卻是第一次。儘管曾經有過同人性質的動畫作品，但是其出版方講談社的相關人員透露：「至今為止都公司提出動畫化的要求，畢竟和現實世界過於相似的作品動畫化很困難」。
- NHK在制定以亞洲經濟作為主題的經濟動畫紀錄片節目時，弘兼憲史便與其產生共鳴，不久後島耕作便會作為家電製造企業社長活躍在亞洲地區。
- 唐澤壽明在1月播出的電視劇《Made in Japan》中，出色的演繹出了家電製造企業營業部部長一角，講述公司瀕臨破產，社長特命營業部長矢作篤志組建「再建戰略團隊」，指揮於一線。本次的作品島耕作將作為經歷過泡沫經濟崩壞、企業的收購 合併等眾多試煉的日本商務員典範，向大家介紹亞洲地區的企業經營者。
- 唐澤壽明透露，「能夠參與融合了弘兼憲史老師的動畫和紀錄片特性的新作品，並作為日本商務員典範的島耕作，十分高興」。弘兼憲史也表示：「當聽說《島耕作》將被翻拍成為動畫，聲優是唐澤壽明的時候我非常興奮。本作的序章將從本月28號開始播映，5月開始正式播出。5月1號會放出特別篇，9號凌晨開始播出正片，之後於每個月的第一個星期四播出。」
- 島耕作系列：弘兼憲史在1983年於漫畫雜誌《早安》上開始連載「科長島耕作」，描寫工作於知名電器製造商「初芝電器產業」的島耕作的工作、戀愛、發跡。隨著職位的提升，漫畫單行本的標題也隨之改變，從2008年開始就任社長至今。

#### 節目表
- 第1話《「風険投資」で中國に挑む～タニン・チャラワノン～》
- 第2話《「下請け」が世界を変えた～モリス・チャン～》/《「分包」改變了世界～張忠謀（台積電）》
- 第3話《規制緩和の革命児～トニー・フェルナンデス～》
- 第4話《人事改革で世界競爭を勝ち抜け～張瑞敏～》
- 第5話《運命に和せよ　大國のはざまで～ジャンバルジャムツ・オドジャルガル～》
- 第6話《ドバイよ ナンバーワンたれ！～スルタン・ビン・スレイヤム～》

- 《「蟻の兵法」で巨象に挑め～チュオン・ザー・ビン（ＦＰＴ）》
- 《「アジア発ブランド」を生み出せ～ホー・クォンピン（バンヤンツリー）》
- 《「人間本位」が熟練の技を磨く～王忠桐（ＷＫＫ）》
- 《「庶民ビジネス」で勝機をつかめ～ハイルル・タンジュン（ＣＴコープ）》
- 《「究極のサービス」が客を呼ぶ～張勇（海底捞／カイテイロウ）》
- 《「現地化」がグローバル企業を強くする～アローク・ロヒア（インドラマ・ベンチャーズ）》
- 《「スピード力」がビジネスを制す～李東生（TCL）》
- 《「オンリーワン」で生き残れ！～キング・リュー（ジャイアント）》
- 《スペシャル報告　ニッポン新戦略のヒントとは？》
- 《「市場開放」の波に乗れ！～サージ・パン（ＳＰＡグループ）》
- 《「女性の正論」で壁を打ち破れ～董明珠（格力電器）》